# Anton Eberl
Pour les articles homonymes, voir Eberl.
Anton Franz Josef Eberl est un compositeur et pianiste autrichien, né le 13 juin 1765 à Vienne (Autriche) et décédé le 11 mars 1807 dans la même ville.

## Biographie
Après des études de droit, il se consacre au piano, un instrument qu'il pratique depuis son enfance. Il devient professeur de piano et crée des Variations pour piano dont Mozart se sert lors de ses propres cours. Les deux hommes semblent très proches comme le démontre la partition autographe d'une symphonie d'Eberl de 1783 qui porte les corrections de Mozart. À sa mort en 1791, il compose la cantate funèbre Bey Mozarts Grab (La tombe de Mozart).
En 1796, il est nommé maître de chapelle et compositeur à la cour de Paul Ier de Russie, à Saint-Pétersbourg. Les compositions de cette période sont malheureusement perdues.
De retour à Vienne, son opéra La Reine des îles noires est un échec, mais Haydn en défend l'ouverture avec constance. Puis il crée l'une de ses symphonies les plus réussies, en mi bémol majeur op. 33, qui annonce Schubert. À la création de la 3e symphonie de Beethoven en avril 1805, c'est la symphonie en mi bémol majeur (également donnée ce jour-là) qui est préférée par le public et la critique.
Eberl meurt d'une septicémie, alors qu'il vient de composer sa dernière symphonie dédiée au tsar Alexandre Ier.

## Œuvres
Même s'il est pratiquement tombé depuis dans l'oubli (jusqu'à sa redécouverte récente), il faut savoir qu'Eberl fut un très grand compositeur, unanimement considéré à son époque, comme l'égal des plus grands, comme Haydn, Mozart et Beethoven, et même souvent comparé avantageusement par rapport à ceux-ci, tant par la critique que par le public. Il était, entre autres, admiré par des compositeurs de son époque aussi brillants que Gluck  et Haydn. Mais sa popularité fera que nombre de ses œuvres (comme sa Sonate pour piano op. 1) furent attribuées à tort à… Mozart. Ainsi, les variations pour piano sur Zu Steffen sprach im Traume furent publiés quatorze fois sous le nom de Mozart, et pas une seule fois sous celui de leur compositeur véritable.

### Opéras
- Les Bohémiens (Die Zigeuner), opéra comique en 3 actes (1781), perdu
- La Marchande de mode, Singspiel en 3 actes (1783)
- Die Hexe Megäre, (1790), perdu
- Pyramus und Thisbe, mélodramme en 1 acte 23 (1794)
- Der Tempel der Unsterblichkeit, Prologue allégorique (1799), perdu
- La Reine des îles noires (Die Königin der schwarzen Inseln), opéra en 2 actes (1801)
- Erwine von Steinheim, parodie en 3 actes (1801)

### Cantates et Lieder
- Bey Mozart’s Grabe, cantate pour soli, chœur et clavecin w.o.n. 8 (1791)
- Sechs deutsche Lieder für Sopranstimme und Klavier op. 4; ed. 1796
- La gloria d'Imeneo, Cantate pour Soli, Chœur et Orchestre op. 11 (1799)
- Sechs Gesänge für Sopranstimme und Klavier op. 23, ed. 1804
- In questa tomba oscura, Arietta für Singstimme und Klavier w.o.n. 10, ed. 1807

### Symphonies
- en ré majeur w.o.n. 5 (1783)
- en sol majeur w.o.n. 6 (1784)
- en ut majeur w.o.n. 7 (1785)
- en mi bémol majeur op. 33 (1803)
- en ré mineur op. 34 (1804)

### Concertos
- pour piano et orchestre en ut majeur w.o.n. 9 (1793)
- pour piano et orchestre en ut majeur op. 32 (1803 oder eher)
- pour piano et orchestre en mi bémol majeur op. 40 (ca. 1803)
- pour 2 pianos et orchestre en si majeur op. 45 (ca. 1803)

### Musique de chambre
- Sextett Es-Dur für Klavier, Violine, Viola, Klarinette und Horn op. 47 (1796)
- Quintett g-Moll für Klavier, Klarinette oder Violine, zwei Violen und Violoncello op. 41 (1801)
- Quintett C-Dur für Klavier, Oboe, Violine, Viola und Violoncello op. 48 (1805)
- Quartett C-Dur für Klavier, Violine, Viola und Violoncello op. 18; ed. 1802
- Quartett g-Moll für Klaver, Violine, Viola und Violoncello (1804)
- 3 Streichquartette für zwei Violinen, Viola und Violoncello Es-Dur, D-Dur, g-Moll op. 13; ed. 1801
- 3 Trios für Klavier, Violine und Violoncello: Es-Dur, B-Dur, c-Moll op. 8; ed. ca. 1797
- Potpourri für Klavier, Klarinette und Violoncello op. 44 (1803)
- Trio Es-Dur für Klavier, Klarinette (oder Violine) und Violoncello op. 36; ed. 1806
- 5 Sonaten für Klavier und Violine: 
  - F-Dur op. 49 (1792),
  - B-Dur op. 50 (1795),
  - d-Moll op. 14 (1801),
  - D-Dur op. 20 (1803), gewidmet Dorothea von Ertmann,
  - B-Dur op. 35 (1805)
- 2 Sonaten für Klavier, Klarinette oder Violine und Bass ad lib.: a-Moll, B-Dur op. 10; ed. ca. 1799
- Sonate für Klavier und Flöte g-Moll op. 29 (1804)
- Grand Duo A-Dur für Klavier und Violoncello oder Violine op. 26 (1804)
- Variations sur un thème russe c-Moll für Klavier und Violoncello op. 17; ed. 1802

### Piano
(pour piano seul, sauf indication contraire)
- Prélude suivie de VIII variations G-Dur für zwei Klaviere op. 31 (1804)
- 6 Klaviersonaten: c-Moll op. 1 (1792); f-Moll op. 12, ed. 1801; C-Dur op. 16, ed. 1802; g-Moll op. 27, ed. 1805; C-Dur op. 43 (1806); g-Moll op. 39 (1806)
- 3 Sonatinen: C-Dur op. 5, ed. ca. 1796; C-Dur, F-Dur für Klavier zu vier Händen op. 7, ed. 1797
- Etliche Einzelstücke: Fantaisie et Rondeau B-Dur op. 15, ed. 1802; Caprice et Rondeau Es-Dur op. 21 (oder 38), ed. 1803; Caprice et Rondeau C-Dur für Klavier zu vier Händen op. 42 (1803); Polonaise D-Dur für Klavier zu vier Händen op. 24 (oder 26), ed. ca. 1804; Amusement Es-Dur op. 30 (1805); Toccata c-Moll op. 46 (1806)
- Zahlreiche Variationswerke (u.a. über Zu Steffen sprach im Traume w.o.n. 2; Bey Männern, welche Liebe fühlen w.o.n. 3; Freundin sanfter Herzenstriebe w.o.n. 4)

## Discographie
Le Concerto Köln a, dans son style dynamique et enlevé, enregistré trois symphonies en 1999 :
- Symphonie en ut majeur, won7 (1785)
- Symphonie en mi bémol majeur, opus 33 (après 1800)
- Symphonie en ré mineur, opus 34 (après 1800)

Plus récemment, en août 2005, le Trio Van Bruggen - Van Hengel - Veenhoff a enregistré  à la Old Catholic Church à Delft (Hollande), la Grande Sonate, la première vraie sonate écrite pour clarinette et piano forte (au lieu d'une basse continue comme c'était l'usage). Sur cet excellent enregistrement, paru récemment au second semestre 2006, chez Ramée, et qui rend justice à ce compositeur méconnu, on retrouve : 
- Grand Trio en Mi bémol majeur, opus 36
- Grande Sonate en Si bémol majeur, opus 10 N°2
- Grand Quintetto en Sol mineur, opus 41.

## Source
Olaf Krone (livret du disque du Concerto Köln précité).